# بيرتولد فيزه
بيرثولد فايسه (بالألمانية: Berthold Wiese)‏ هو تربوي ألماني، ولد في 19 ديسمبر 1859 في روستوك في ألمانيا، وتوفي في 3 مايو 1932 في هاله في ألمانيا.